# Gynoplistia albizonata
Gynoplistia albizonata är en tvåvingeart som beskrevs av Alexander 1938. Gynoplistia albizonata ingår i släktet Gynoplistia och familjen småharkrankar. Inga underarter finns listade i Catalogue of Life.